# Nardini Editore
Nardini Editore è una casa editrice che ha sede a Firenze.

## Storia
La casa editrice prende il nome dal fondatore Bruno Nardini, poeta e scrittore che, dopo una prolifica esperienza editoriale come direttore di collane e responsabile di settori presso la Mondadori, volle aprire una propria casa editrice. Nel 1970, il 22 maggio, a Firenze diede ufficialmente vita al Centro internazionale del libro (CIL), nome successivamente modificato in Nardini Editore-Centro Internazionale del Libro e poi in Nardini Editore.
La nuova casa editrice si distinse rapidamente nella produzione per ragazzi (parzialmente in coedizione con l'editore Giunti). Ma Bruno Nardini, grazie all'ampio raggio dei propri interessi culturali e al coinvolgimento della fitta rete di relazioni che intratteneva con molte significative personalità del mondo della cultura, diede vita anche ad altri settori, con pubblicazioni contraddistinte anche dalla particolare cura nella progettazione e fabbricazione editoriale. Esemplari in questo senso sono state le collane Le Grandi Biblioteche d'Italia, Tesori degli archivi sugli archivi di Stato, e Chiese e palazzi d'Italia..
Dopo l'alluvione di Firenze del 1966, si ebbe un significativo fiorire di nuovi studi e ricerche dedicati al restauro: con la pubblicazione, nel 1978, del volume Teoria del restauro e unità di metodologia di Umberto Baldini quale primo titolo della collana Arte e Restauro, che oggi continua con oltre 70 titoli (anche in spagnolo e russo), Nardini Editore divenne presto riferimento nazionale e internazionale per lo studio del nascente restauro moderno.
Nel 1988 iniziò anche la pubblicazione del periodico Kermes. Arte Conservazione Restauro (successivamente rinominato Kermes. La rivista del restauro) il periodico editoriale del settore più diffuso sul mercato italiano. L'editoriale del primo numero è firmato da Giovanni Urbani.
Nel 1990 venne realizzata la prima edizione di una serie, durata 17 anni, dell'Annuario del Turismo, una completa raccolta di anagrafiche e altri dati sugli operatori turistici italiani, leader del settore fino all'ultima edizione, datata 2007.
In quegli anni nacquero altre collane commerciali dedicate soprattutto alla cultura dell'alimentazione. Nel 1991 la Franco Cosimo Panini di Modena la rilevò, trasformandola in un ramo d'azienda nel luglio 2000, quando erano trascorsi dieci anni dalla morte del fondatore. Nel novembre del 2002 la casa editrice fu acquistata da alcuni collaboratori interni che per l'occasione si unirono ad alcuni imprenditori nel settore editoriale fondando la società Piazza della Signoria srl. Solo due mesi dopo l'acquisto, alla fine del gennaio 2003, un incendio distrusse completamente il magazzino del libri che la nuova società aveva appena acquistato da Franco Panini: oltre 140.000 volumi, gran parte dei quali di notevole valore. L'azzeramento del catalogo, pur in un momento di crescita che arrivò fino al 2005, produsse alla lunga un'assenza di liquidità che non poteva essere ripagata dall'intenso lavoro svolto per ricostruire il catalogo in una versione più aggiornata e moderna: con l'esclusione dal catalogo di tutti i titoli di cultura esoterica, massonica, patristica (questi ultimi già ceduti anni prima ad altro editore) e l'ampliamento di una produzione legata ai temi della Conservazione e del Restauro che già da oltre 10 anni stavano diventando il riferimento internazionale per la cultura della Conservazione, Nardini Editore indirizzò il suo lavoro verso argomenti più tecnici e pratici, legati al mondo universitario in varie modalità. La Storia, la Musica del Novecento, la cultura del Viaggio letterario e nei luoghi dell'arte sono ambiti di lavoro ormai consolidati alla fine del secondo decennio del nuovo millennio.
Nel 2007, dopo il fallimento (conseguenza soprattutto dell'incendio del magazzino e dei danni economici collegati) della precedente azienda che deteneva il marchio Nardini Editore, una nuova società, Nardini Press srl, gestì l'attività e nel 2010 acquistò il marchio Nardini Editore.
Allo storico marchio Nardini Editore è oggi affiancato il nuovo marchio Iena Reader, dedicato a collane innovative di narrativa, saggistica, poesia.

## La casa editrice oggi
L'attuale composizione societaria è un mix fra esperti di editoria, autori, imprenditori tipografici.
L'8 dicembre 2010 ha aperto a Firenze, negli spazi restaurati e riqualificati dell'ex carcere delle Murate, Nardini Bookstore, prima libreria italiana specializzata nei Beni Culturali. La nuova libreria si è specializzata sui temi dell'architettura, della conservazione e del restauro dei beni culturali. È nota anche per le frequenti iniziative culturali.
Nardini Editore è un marchio attivo, oggi, soprattutto nelle pubblicazioni inerenti al restauro e la conservazione dei Beni Culturali. Pubblica anche testi d'arte, architettura, letteratura, enogastronomia, musica del Novecento, viaggio, storia locale.
Il sito internet è www.nardinieditore.it. Altro sito è www.ienareader.it
Alcune collane:
Arte e restauro - Arte e restauro/strumenti - Arte e restauro/manuali - Arte e restauro/stucchi e gessi - Arte e restauro/fonti - Architettura e restauro - Restauro Quaderni - Atlanti della conservazione e del restauro - Heritage Maintenance Innovation - Restauratori e restauri in archivio - Conservation Notebooks - Città Mai Viste (viaggi letterari immaginari) - Connessioni (il romanzo italiano) - Sottotesto (teatro) - Grandi Opere - Dizionari Enogastronomici Regionali - Cucina delle Religioni - Ricette Senza - Iena Reader/Dark Side - Iena Reader/Fiction - Iena Reader/Papers - Iena Reader/Real - L'Arte e la Storia - Musica d'Arte a Firenze - La Scena fiorentina - Quaderni d'Europa - PerLeRime (poesia) - Blow-Up (cinema) - Mediazioni musicali - Enoteca - Il Quadrifoglio - Le Coccinelle.

## Le riviste
- Kermes - La Rivista del Restauro (fino a tutto il 2016) - Dal 2017 la rivista è stata ceduta ad altro editore.
- Bollettino ICR - Periodico dell'Istituto Centrale per il Restauro[5].
- Jacquard - Pagine di Cultura tessile. Dal 2010 la rivista è realizzata nuovamente dalla proprietaria della testata, la Fondazione Lisio Arte della Seta.